# 薬包紙
薬包紙（やくほうし）とは、散剤（粉薬）あるいは粒剤を服用1回ずつ分に分包するために用いる薄手の紙である。理科実験などで、医薬品以外の粉末状試薬を計量するために使用する場合もある。

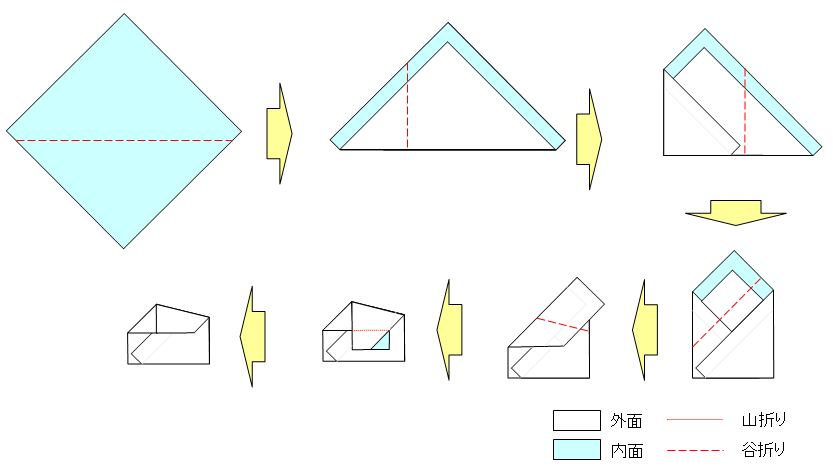
説明図 薬包紙の折り方

元々の薬包紙は正方形の模造紙あるいはパラフィン紙を指すが、今日の薬局調剤ではポリプロピレンコート紙などで作られた、加熱により封をする粉薬用容器が「薬包紙」と呼ばれる。これは計量の為に使用されることは無く、実際の医療現場においては、薬局等で分包機にかけられ分包された粉薬を利用する場合がほとんどであるため、患者が正方形の薬包紙を目にする機会は一部の市販薬（改源、ノーシン散剤など）を除き、ほとんどなくなっている。ポリプロピレンコート紙で封をされた薬包紙は空気中の酸素や湿気を遮断するので保存性に優れている。通常、アルミ箔をポリプロピレン等で多重層にしたラミネートシートは薬包紙と呼ぶことは少ないが、広義には薬包紙である。
日本においては、日本薬剤師会のガイドライン文書である調剤指針（第10改正）により、製剤の用途により薬包紙の色を使い分けることが求められている。

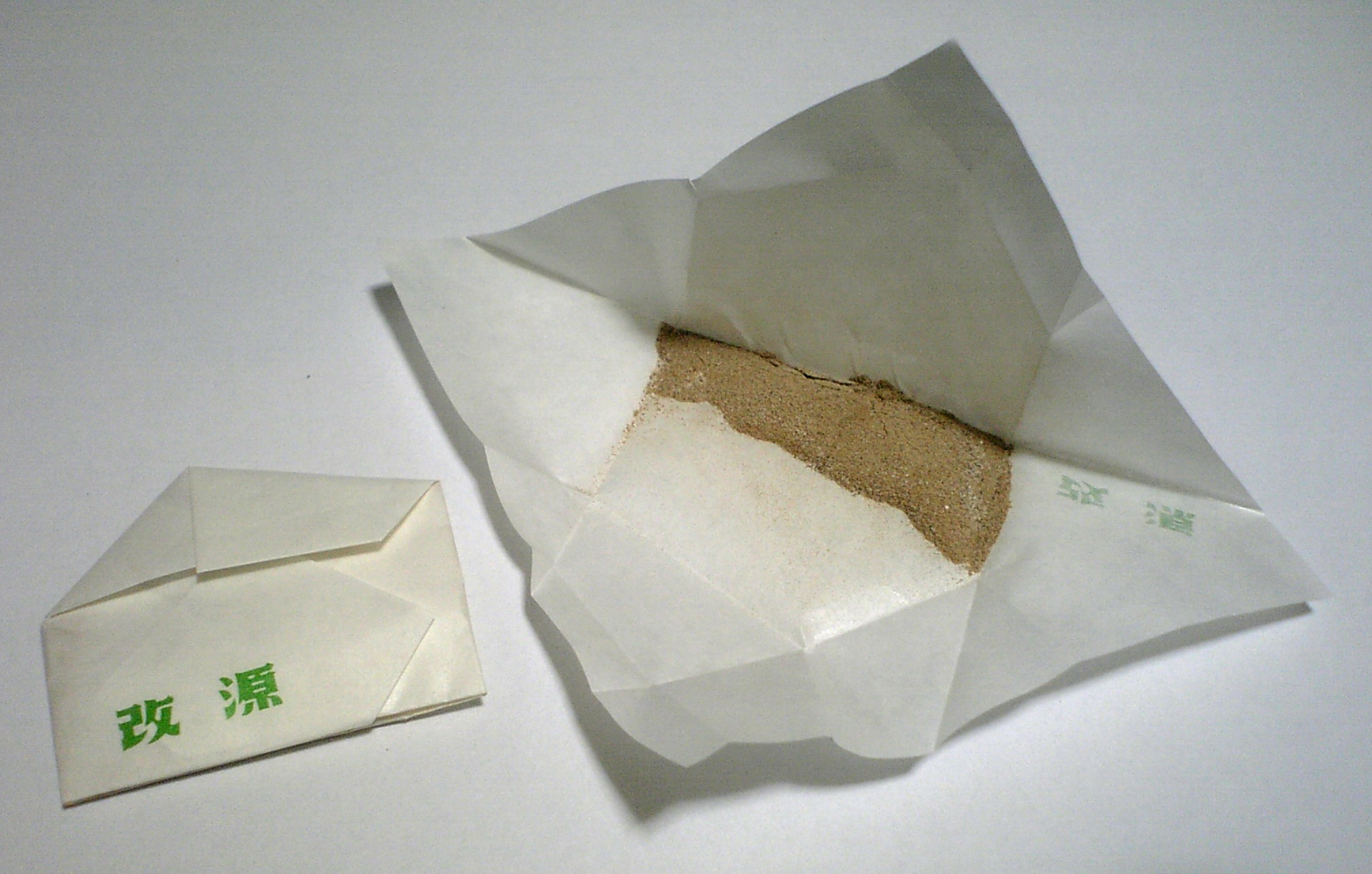
薬包紙で包まれた風邪薬
（上図の折り方とは細部が異なる）

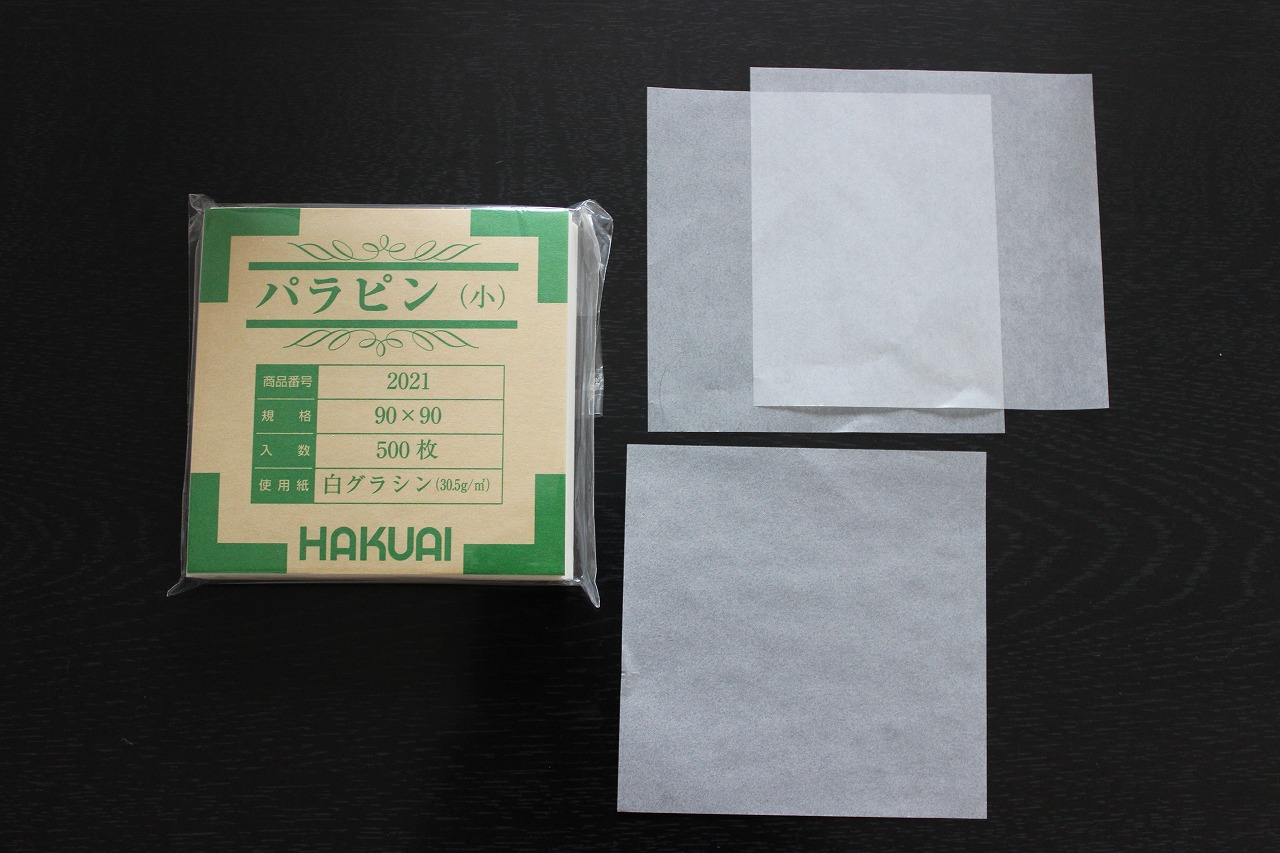
薬包紙として用いるパラフィン紙

白色（無色）の薬包紙
内服用散剤に用いる。
赤色の薬包紙
外用剤（すなわち非経口剤)に用いる。
青色の薬包紙
頓服（とんぷく、発作・症状が現れたときに服用する）に用いる。
また、通常は一回分は1包になるように調剤するが、配合禁忌などで二包に分包する必要がある場合は、1回分の1包みを白色、他方の1包みを青色の薬包紙で包み組み合わせをあらわす。（すなわち、白色1包と青1包が1回分）
あるいは遮光することが求められる場合は内側の包みに赤色の薬包紙を用い、さらに外側を白色の薬包紙で二重に包むとされている。
天秤ばかりで、薬品を計りとるときなどに用いる場合は、正方形の紙を対角線で二つ折りにして、使用する際は、中央をくぼませるように広げて、薬品がこぼれないようにする。潮解性のある粉末やナトリウムなど発火性がある場合などは薬包紙ではなく時計皿、シャーレ等を使うべきである。
薬包紙に包まれた薬を服用するときには、元々折り目のある"角"の方から傾けると薬があらぬ方向へ滑ってしまいうまく服用できないことがある。薬包紙は、包みを解いたら折り目の無い"辺"の方へ軽く折り目をつけて粉薬を中央へトントンとまとめ、作った折り目から注げばうまく服用することができる。